# Atotonilco de Tula (municipi)
Atotonilco de Tula és un municipi de l'estat d'Hidalgo. Atotonilco de Tula és el cap de municipi i principal centre de població d'aquesta municipalitat. Aquest municipi és a la part sud-occidental de l'estat d'Hidalgo. Limita al nord amb els municipis de Tula de Allende i Atitalaquia, al sud amb Tepejí del Río, a l'oest amb Tula de Allende i a l'est amb estat de Mèxic (municipis de Apaxco i Tequixquiac).